# Goisfrid FitzRou du Bec
Goisfrid FitzRou du Bec (FitzRollo, c. 1042-1086), fue un noble anglonormando, procedente de Bec-de-Mortagne, Pays de Caux. Fue mariscal de Guillermo el Conquistador que jugó un papel prominente en la conquista normanda de Inglaterra. Hijo de Raoul du Bec, a su vez hijo de Crispin du Bec, posiblemente participó en la batalla de Hastings, a la vista que tras el triunfo normando recibió una gran cantidad de vastas propiedades en Inglaterra, particularmente en Hertfordshire, y se convirtió en un gran barón después de la conquista. Se le menciona como origen y primer referente de las familias inglesas de Bec y FitzWilliam, todos relacionados con posiciones de mariscales del reino. Goisfrid era llamado Goisfrid el Mariscal en Hampshire, mientras que en Hertfordshire se le cita como Goisfrid de Bec.
Muchas de las propiedades de Goisfrid cayeron en manos de otros nobles anglonormandos en el período posterior al Libro Domesday (1086), probablemente porque Goisfrid, como otros miembros de la familia de Bec, apoyó a Roberto Courteheuse, duque de Normandía, sucesivamente contra sus hermanos, Guillermo Rufus y Enrique I. Esto puede explicar por qué gran parte de las propiedades de los FitzWilliam parece haber sido obtenida a través de sus esposas. Los orígenes de la familia FitzWilliam son controvertidos, ya que algunas fuentes los muestran como normandos o flamencos y otras como anglosajones o escandinavos. William, hijo de Godric, el hijo de Ketleborn, por ejemplo, aparece en las fuentes como William FitzGodric y como William de Clairfait, a veces como William FitzGodric de Clairfait. También es significativo que los escudos de armas de la familia de Bec/Cripsin y los de los FitzWilliam coincidan: rombos, plata y gules.
Stacey Grimaldi, presenta un argumento detallado a favor de Goisfrid de Bec como el progenitor de la familia FitzWilliam en la era de la conquista.

## Herencia
Parece que tuvos dos relaciones. se casó con Emma de Solabis y fruto de esa relación nació Clairenay, Lord of Hopton Ketelborn (c. 1135), que algunas fuentes le citan como participante en la batalla de Hastings. En las crónicas aparecen otros hijos, posiblemente de una relación con una dama llamada Lesceline, entre ellos Roberto de Cheddar (c. 1042-1086), apodado el mariscal y el normando. Uno de los ocho caballeros de Dover, custodio del castillo de Dover, Adam fitzWilliam, el mariscal.
Goisfrid era hermano de Turstin fitz Rolf, portaestandarte real de Guillermo I de Inglaterra. Uno de los ocho caballeros de Dover, Adam fitzWilliam, el mariscal, también tuvo vínculos familiares con Goisfrid.